# Rangárþing ytra
Rangárþing ytra (kiejtése: ˈrauŋkˌaurˌθiŋk ˈɪːtra) önkormányzat Izland Déli régiójában, amely 2002. június 9-én jött létre Rangárvallahrepps, Holta- og Landsveitar és Djúpárhrepps összevonásával.

## Az önkormányzatok egyesülése
2021-ben kezdeményezték Rangárþing ytra, Rangárþing eystra, Skaftárhreppur, Mýrdalshreppur és Ásahreppur önkormányzatok egyesülését Suðurland néven.

## Fordítás
- Ez a szócikk részben vagy egészben  a   Rangárþing ytra című izlandi Wikipédia-szócikk ezen változatának fordításán alapul.  Az eredeti cikk szerkesztőit annak laptörténete sorolja fel. Ez a jelzés csupán a megfogalmazás eredetét és a szerzői jogokat jelzi, nem szolgál a cikkben szereplő információk forrásmegjelöléseként.